# Everette DeVan
Everette DeVan (* 1950 in Colorado; † 3. Juli 2021) war ein US-amerikanischer Jazzmusiker (Orgel, Piano), der in der Musikszene von Kansas City aktiv war.

## Leben
DeVan besuchte das Konservatorium für Musik in Pueblo; sein Onkel förderte sein Interesse an Jazz bis zu dem Punkt, an dem er schon früh in lokalen Nachtclubs spielten dufte. Mit 18 Jahren zog er nach Kansas City, wo er begann,  als professioneller Musiker zu spielen. Er trat in Vorgruppen bei Auftritten von B. B. King, Tom Jones, Emerson, Lake & Palmer, Count Basie und Nancy Wilson auf. Bald darauf stellte er sein eigenes Trio zusammen und gründete schließlich eine Gruppe, die sich SsSlick nannte, was ihm mehr Aufmerksamkeit verschaffte. Erste Aufnahmen entstanden 1974/77 mit dieser Formation (This Is Ssslick, mit Pat Morrisey (Trompete), Kent Means (Vibraphon), Lloyd Schad (Gitarre) und Dwight Jenkins am Schlagzeug). In den folgenden Jahren wirkte er in Kansas City u. a. bei Aufnahmen von Jim Mair & Carmell Jones (8Th & Central, 1992), Lisa Henry, Danny Draher, Wayne Goins mit. 1996 nahm er unter eigenem Namen das Album East of the Sun auf. um 2014 entstand noch ein weiteres Album, For the Love of You. Im Bereich des Jazz war er laut Tom Lord zwischen 1972 und 2019 an neun Aufnahmesessions beteiligt. Musik DeVans erschien auch auf Kompilationen wie 15 Years of Kansas City Spirit oder  Kansas City’s Jazz & Blues.
DeVan hat als langjähriger Dozent im Jazz Camp am Kansas Community College viele ehemalige Schüler, darunter Eboni Fondren, Matt Carrillo, Chris Hazelton, Matt Hopper und Danny Rojas, nachhaltig geprägt, hieß es im Nachruf. Im Jahr 2000 wurde er als eine langjährige Säule der Jazz-Community in Kansas City als Elder Statesman of Kansas City Jazz geehrt und wurde zudem mit dem Frank Smith Spirit of Kansas City Award ausgezeichnet. DeVan starb im Juli 2021 im Alter von 71 Jahren nach einem langen Kampf mit gesundheitlichen Komplikationen.

## Diskographische Hinweise
- East of thr Sun (EV, 1996), mit Gerald Dunn (as, ts), Ervin Brown (git), Marvin Jones (dr), Millie Edwards (vcl)
- For the Love of You, mit Ian Corbett (as), Greg Carroll (vib), Pat Kelley, Matt Hopper (git), Danny Rojas (dr), Jay Rogers (perc)